# Edmund Wissmann
Edmund Wissmann (ur. 1918, zm. ?) – kapo w obozie koncentracyjnym Flossenbürg i zbrodniarz wojenny.
Więzień w kompleksie obozowym Flossenbürg od 5 kwietnia 1940 roku. Początkowo, do końca marca 1943, przebywał w obozie głównym. Następnie Wissmanna przeniesiono do podobozu Würzburg, skąd w październiku 1943 roku powrócił do obozu głównego. Od 27 grudnia 1944 do 16 kwietnia 1945 roku pełnił służbę jako kapo w administracji podobozu Altenheimer.  Katował więźniów, wielu trwale okaleczając, a innych doprowadzając do utraty zmysłów. Wissmann powrócił jeszcze na krótki czas do Flossenbürga i brał udział jako strażnik w ewakuacji z tego obozu. Zastrzelił wówczas przynajmniej kilku więźniów.
W procesie, który odbył się 5–12 listopada 1947 roku przed amerykańskim Trybunałem Wojskowym w Dachau, Wissmann został skazany wraz z dwoma innymi członkami załogi obozu na karę śmierci. Wszystkie wyroki śmierci, w akcie łaski, zamieniono później na dożywocie.